# Iotroata
Iotroata is een geslacht van sponsdieren uit de klasse van de Demospongiae (gewone sponzen).

## Soorten
- Iotroata abyssi (Carter, 1874)
- Iotroata acanthostylifera (Stephens, 1916)
- Iotroata affinis (Lundbeck, 1905)
- Iotroata dubia (Lundbeck, 1905)
- Iotroata lamellata (Bergquist & Fromont, 1988)
- Iotroata magna (Lambe, 1895)
- Iotroata oxeata (Lundbeck, 1905)
- Iotroata paravaridens Cárdenas & Rapp, 2015
- Iotroata polydentata (Lundbeck, 1905)
- Iotroata rotulancora (Lundbeck, 1905)
- Iotroata somovi (Koltun, 1964)
- Iotroata spinosa (Lundbeck, 1905)
- Iotroata varidens (Lundbeck, 1905)